# John Alcock (producent muzyczny)
John Alcock – brytyjski producent muzyczny.
Pracował z takimi zespołami i wykonawcami jak: Thin Lizzy, Alice Cooper, The Runaways, Ventilator, Crisis, Alexis Korner, The Yardbirds, John Entwistle (z The Who), Jim Diamond, Mandalaband and Danny Spanos.